# 凌雲金線魮
凌雲金線魮，又稱凌雲金線䰾（学名：Sinocyclocheilus lingyunensis）为輻鰭魚綱鯉形目鲤科金線魮屬的其中一種。分布於亞洲中國廣西壯族自治區凌雲縣的地下河流域，本魚體延長且側扁，口端位，頭小，吻短，具觸鬚2對，眼中等，側線明顯體被鱗片，側線鱗片71-78枚，背鰭起點在腹鰭起點後上方，鰭條後端變硬，邊緣有鋸齒，背鰭軟條7枚，尾鰭叉形，體色青灰色，部分個體體色淡紅色，棲息在洞穴底中層水域，生活習性不明，可做為食用魚。

## 扩展阅读
維基物種上的相關：凌雲金線魮